# محمد الدحيات
 محمد الدحيات  شاعر أردني، من المملكة الأردنية الهاشمية مواليد 16 مارس 1979. درس اللغة العربية وآدابها في الجامعة الهاشمية. وعمل باحثًا إعلاميًّا في قطاع الشباب، ببرنامج الأمم المتحدة الإنمائي (UNDP).
يعمل حاليًّا، محررًا مندوبًا، لوكالة الأنباء الأردنية (بترا).، كما هو ناشط بصحافة المُناخ، والطاقة المتجددة، والسيارات الكهربائية.
صدر له ديوان شعري بعنوان «كن كما الغيث» بدعم من وزارة الثقافة. وحصل على المرتبة الأولى في جائزة الإبداع الشبابي التي نظمتها الجامعة الأردنية.
عضو رابطة الكتاب والأدباء الأردنيين، وعضو اتحاد الكتاب والأدباء العرب، وعضو نقابة الصحفيين الأردنيين.